# Szürke dzsungeltyúk

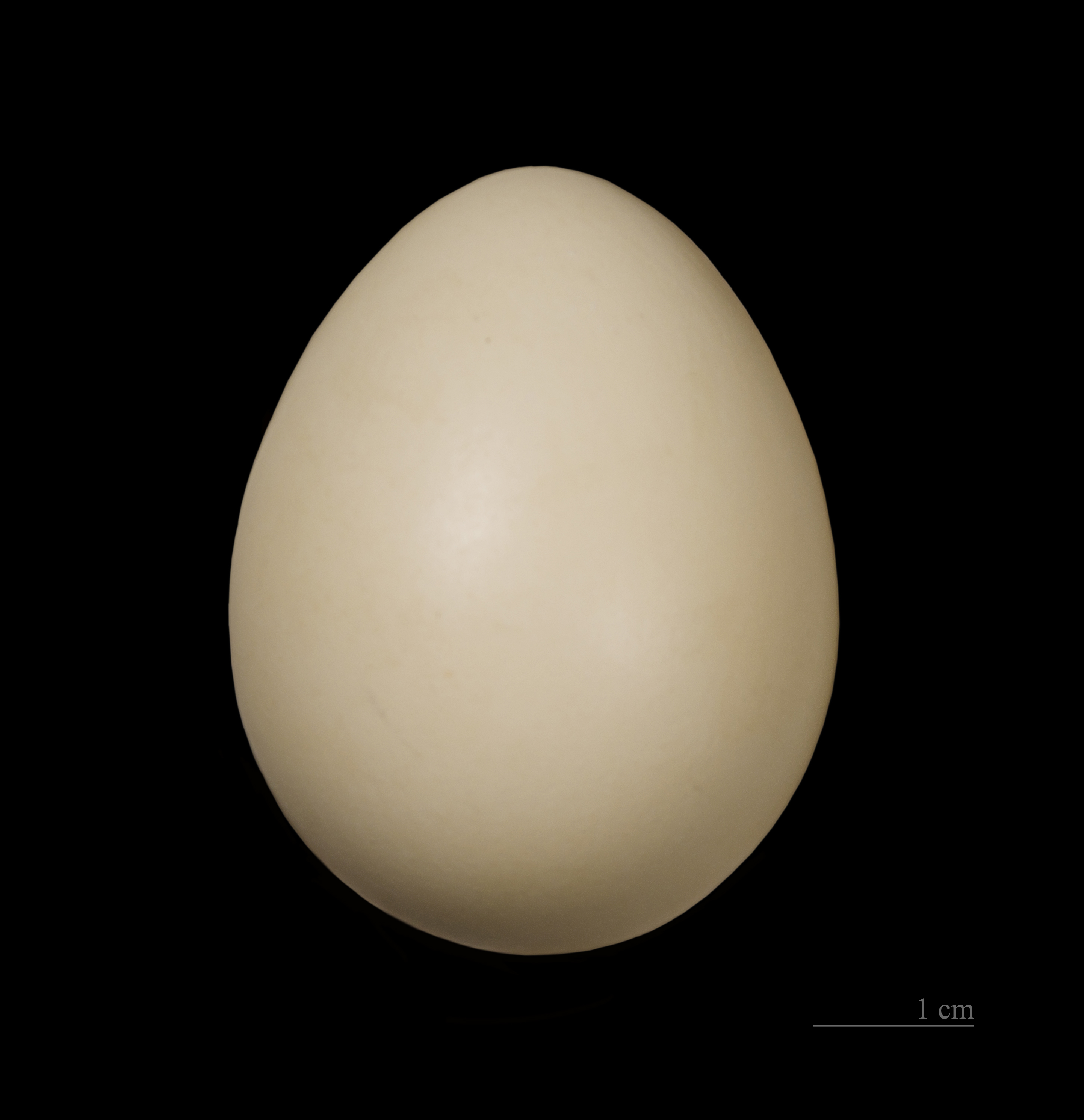
Gallus sonneratii

A szürke dzsungeltyúk vagy gyöngyös bankivatyúk (Gallus sonneratii) a tyúkalakúak (Galliformes) rendjébe és a fácánfélék (Phasianidae) családjába tartozó faj. A polifiletikus származási elmélet szerint a házi tyúk egyik őse.
Tudományos nevét Pierre Sonnerat francia felfedezőről kapta.

## Előfordulása
India területén honos.

## Alfajai
- Gallus sonneratii sonneratii
- Gallus sonneratii wangyeli

|  |

## Megjelenése
A hím testhossza 75 centiméter, a tojóé csak 38.

## Evolúciója
Genetikailag hozzá legközelebb álló bankiva faj a ceyloni tyúk (Gallus lafayetii), élőhelyi határain Aravalli tartományban kereszteződött populációi vannak a bankivatyúkkal (Gallus gallus):
A faj részt vett a házi tyúk kialakításában, mely külső jegyekben a láb sárga bőrszínében nyilvánul meg legfeltűnőbben.